# Роговин, Семён Миронович

## Биография
Семён Миронович Роговин (10 [22] июля 1885 — 3 марта 1939) — российский историк философии, переводчик и профессор философии права Московского университета. С ранних лет проявлял интерес к философии и языкам, что привело его к изучению трудов западноевропейских мыслителей. Благодаря глубоким познаниям в древних и современных индоевропейских языках, он смог перевести на русский язык ряд классических философских произведений.
В 1908 году опубликовал работу “Деизм и Давид Юм. Анализ ‘Диалогов о естественной религии’”, в которой предложил оригинальную интерпретацию взглядов Юма на религию, рассматривая их как своеобразную форму пантеизма. 
В советское время Роговин столкнулся с трудностями в профессиональной деятельности и фактически оставался безработным, получая отказы на просьбы о предоставлении работы. 
2 марта 1939 года он был осуждён Военной коллегией Верховного суда СССР и вскоре расстрелян. 

## Основные переводы
```
• Дэвид Юм — “Диалоги о естественной религии” (1908)
• Иммануил Кант — “Вечный мир” (1905)
• Никколо Макиавелли — “Князь” (1910)
• Бенедикт Спиноза — “Политический трактат” (1910)
• Марк Аврелий — “Наедине с собой” (1914)
```

## Научные работы
```
• “Деизм и Давид Юм. Анализ ‘Диалогов о естественной религии’” (1908)
• Предисловие и примечания к переводу “Наедине с собой” Марка Аврелия.
```

Семён Миронович Роговин внёс значительный вклад в популяризацию западноевропейской философии в России, предоставив русскоязычным читателям доступ к ключевым трудам выдающихся мыслителей.
Перевёл на русский язык ряд произведений классиков философии: Д. Юм. Диалоги о естественной религии (М., 1908); И. Кант. Вечный мир (М., 1905); Н. Макиавелли. Князь (М., 1910); Б. Спиноза. Политический трактат (М., 1910); Марк Аврелий. Наедине с собой (М., 1914) и др.

## Семья
- Сын — философ Михаил Семёнович Роговин (1921—1993), автор трудов по философии и методологии психологии.
- Брат — правовед-цивилист Лев Миронович Роговин.

## Сочинения
- Деизм и Давид Юм. Анализ «Диалогов о естественной религии». М., 1908 — 88 c.